# 무리시 FC
무리시 FC는 브라질의 축구단으로 알라고아스주의 무리시를 연고로 한다. 1974년 9월 7일 창단하였으며, 수용인원 3,000명의 이스타지우 조제 고메스 다 코스타를 홈구장으로 사용한다. 2010년 캄페오나투 알라고아누에서 우승한 이력이 있다.

## 우승
- 캄페오나투 알라고아누
  - 우승 (1회) : 2010